# Мужун Шэн
Мужун Шэн (кит. 慕容盛, пиньинь Mùróng Shèng, 373—401), взрослое имя Даоюнь (道運) — сяньбийский вождь, император государства Поздняя Янь с храмовым именем Чжун-цзун (中宗) и посмертным именем Чжаоу-хуанди (昭武皇帝).

## Биография
Старший сын Мужун Бао. Так как в 370 году Ранняя Янь была уничтожена государством Ранняя Цинь, и большинство сяньбийцев были переселены во внутренние циньские земли, то, скорее всего, он родился в Чанъане, где его отец стал циньским чиновником низкого ранга.
Первое историческое упоминание о Мужун Шэне относится к 385 году, когда после поражения циньских войск от цзиньской армии в битве на реке Фэй государство ослабло, и часть сяньбийцев воспользовалась этим, чтобы восстать: когда весной 385 года Мужун Чун провозгласил себя императором, то Мужун Шэн по секрету сказал своему дяде Мужун Жоу, что на самом деле Мужун Чун ничего особенного из себя не представляет. История показала, что он был прав: после взятия Чанъаня Мужун Чун был убит в результате дворцового переворота, а переселённые в Гуаньчжун сяньбийцы двинулись на восток, в итоге основав в южной части современной провинции Шаньси государство Западная Янь со столицей в Чжанцзы. С ними туда пришли и Мужун Шэн с дядей Мужун Жоу и братом Мужун Хуэем.
По пути стало известно, что Мужун Чуй основал на бывших раннеяньских землях государство Поздняя Янь. Когда стало очевидно, что правители Западной Янь намерены править отдельно от Поздней Янь, то Мужун Шэн предупредил Мужун Жоу и Мужун Хуэя, что их родство с императором конкурирующего государства может привести к беде, и зимой 386 года они бежали в Позднюю Янь (история показала, что Мужун Шэн был прав, так как вскоре после этого Мужун Юн вырезал всех, кто мог оспорить его право на императорский престол благодаря родственным связям с императорской семьёй Ранней Янь). Путь до позднеяньской столицы Чжуншань занял у них несколько месяцев. Мужун Чуй был рад прибытию сына и внуков, и объявил по этому поводу всеобщую амнистию.
В 389 году 16-летний Мужун Шэн был поставлен во главе бывшей столицы Ранней Янь города Цзичэна. Он оставался там до 396 года, когда его отец был разбит войсками государства Северная Вэй — после этого Мужун Чуй призвал его, среди прочих, в столицу Чжуншань с имеющимися войсками, чтобы сформировать новую армию для войны с Северной Вэй. Поход Мужун Чуя был успешным, но на обратном пути он заболел и умер, и Мужун Бао унаследовал трон.
Став императором, Мужун Бао сделал наследником престола своего третьего сына Мужун Цэ. Это не понравилось второму сыну Мужун Хуэю, который был любимчиком покойного Мужун Чуя и сам метил на место наследника престола, и тот замыслил восстание. Однако Мужун Бао было пока не до этого: войска Северной Вэй неожиданно напали на провинцию Бинчжоу (север современной Шаньси) и, разгромив имевшиеся там яньские силы, повернули на восток на яньскую столицу Чжуншань. Мужун Бао решил сосредоточиться на обороне столицы, однако вэйские войска перешли к захвату территории, в результате чего к весне 397 года под властью Мужун Бао остались лишь Чжуншань и Ечэн. До вэйского правителя Тоба Гуя дошли известия о восстании в его столице, и он предложил Мужун Бао мир, но это предложение было отвергнуто. Мужун Бао попытался атаковать отходящую вэйскую армию, но потерпел поражение, понеся большие потери.
Тем временем восстал Мужун Хуэй. Мужун Бао укрылся в старой сяньбийской столице Лунчэн, а Мужун Хуэй осадил её, однако получил неожиданный удар от Гао Юня, и отступил к Чжуншаню; Мужун Бао сделал после этого Гао Юня своим приёмным сыном и возвёл в княжеское достоинство. Всё это время Мужун Шэн следовал за отцом, став одним из его основных генералов.
Пока Мужун Бао находился в Лунчэне, он потерял контакт с Чжуншанем и Ечэном. Мужун Сян (потомок Мужун Хуана) летом 397 года провозгласил себя в Чжуншане императором, но был убит схвачен и убит Мужун Линем (младшим братом Мужун Бао), который, в свою очередь, тоже провозгласил себя императором. Однако Чжуншань был после этого взят северовэйскими войсками, и Мужун Линь бежал в Ечэн где, отказавшись от императорского титула, побудил защитника Ечэна — дядю Мужун Бао Мужун Дэ — бежать на южный берег Хуанхэ. Мужун Дэ так и поступил, и в 398 году провозгласил в Хуатае образование независимого государства Южная Янь. Ещё не зная об этом, Мужун Бао вывел армию из Лунчэна для того, чтобы отвоевать территорию у Северной Вэй, однако генерал Дуань Сугу поднял восстание, и армия оставила Мужун Бао, который был вынужден бежать обратно в Лунчэн. Дуань Сугу осадил Лунчэн, однако Мужун Бао и Мужун Шэн успели бежать до того, как город пал. Они рассчитывали на помощь Мужун Дэ, но лишь в окрестностях Хуатая узнали, что тот провозгласил независимость, и повернули обратно. Мужун Бао решил вернуться в Лунчэн, в то время как Мужун Шэн выбрал путь продолжения сопротивления и оставил его. Власть в Лунчэне тем временем захватил Лань Хань (дядя Мужун Чуя), по приказу которого Мужун Бао был казнён перед воротами Лунчэна.
После этого Мужун Шэн всё-таки прибыл в Лунчэн, чтобы исполнить траурные мероприятия по отцу; он рассчитывал, что Лань Хань пощадит своего зятя, и его надежды оправдались. Также Лань Хань пощадил Мужун Ци, чья мать также была дочерью Лань Ханя. Мужун Шэну удалось пробудить подозрительность Лань Ханя по отношению к братьям Лань Цзянаню и Лань Ти. Также Мужун Шэн подговорил Мужун Ци бежать из Лунчэна и поднять восстание, а Лань Ханя убедил, что за восстанием Мужун Ци стоит не он, а Лань Ти. После этого Лань Хань стал молиться в семейных храмах клана Мужун, уверяя дух Мужун Бао, что в его смерти виновен именно Лань Цзянань, а не Лань Хань; узнав об этом, Лань Ти и Лань Цзянань восстали против Лань Ханя.
Лань Му (сын Лань Ханя) разгромил Лань Ти и Лань Цзянаня, и для солдат-победителей был устроен большой праздник, на котором Лань Хань и Лань Му напились допьяна. Воспользовавшись ситуацией, Мужун Шэн с верными ему офицерами убили Лань Ханя, Лань Му, Лань Ти, Лань Цзянаня, а также сыновей Лань Ханя — Лань Хэ и Лань Яна, после чего Мужун Шэн сам взошёл на престол.
Сначала Мужун Шэн хотел немедленно казнить свою жену, как принадлежавшую к фамилии Лань, но мать выступила против, указав, что та выступала в защиту её и Мужун Шэна. Мужун Шэн послушался матери, однако когда зимой 398 года он официально принял императорский титул, то не стал возводить жену в достоинство императрицы.
В результате всего происшедшего Мужун Шэн стал очень подозрительным, и казнил многих приближённых по обвинению в настоящих или мнимых заговорах. Осенью 401 года генералы Мужун Го, Цинь Юй и Дуань Цзань попытались устроить переворот, но заговор был раскрыт, после чего было казнено более 500 человек. Пять дней спустя генерал Дуань Цзи, а также Цинь Син (сын Цинь Юя) и Дуань Тай (сын Дуань Цзаня) атаковали дворец; Мужун Шэн лично возглавил дворцовую стражу, вставшую на защиту дворца, и нападение было отбито, но сам Мужун Шэн получил смертельное ранение. Официальным наследником был его сын Мужун Дин, однако его мать, находившаяся в связи с его дядей Мужун Си, нарушила его волю, и после смерти Мужун Шэна возвела на трон Мужун Си.